# Adaïma
Adaïma o Adaima és un jaciment arqueològic de l'Alt Egipte, a l'oest del riu Nil, 50 km al sud de Luxor.
Les primeres excavacions es van fer l'hivern de 1907/08 per Henri de Morgan, que només va publicar els seus resultats en resums. Es van dur a terme noves excavacions del 1989 a 2005, en el que eren les restes d'un assentament i d'un cementiri de la cultura Naqada (al voltant de 4000 a 3000 aC).
Les restes de l'assentament actual es van trobar repartides per una àrea més gran, amb només algunes restes de l'arquitectura real. Es poden reconstruir una sèrie de forats formant un habitatge, però més enllà d'això hi ha poca estructura. Això indica que la població vivia majoritàriament en barraques lleugeres. Entre les troballes hi ha ceràmica, eines de pedra i ossis, recipients de pedra i joies.